# Lebensraum im Osten
Lebensraum im Osten ist ein politischer Begriff, der mit der „germanischen“ oder „arischen“ Besiedlung von Gebieten außerhalb der deutschen Grenzen, vor allem im (nördlichen) Mittel- und Osteuropa, verbunden ist. Er wurde von der völkischen Bewegung im wilhelminischen Kaiserreich geprägt und im NS-Staat rassenbiologisch interpretiert. Er lieferte den ideologischen Hintergrund für den von Reichsführer SS Heinrich Himmler in Auftrag gegebenen Generalplan Ost, der die Vertreibung und Vernichtung der „rassisch unerwünschten“ Bevölkerung aus den eroberten Gebieten in Mittel- und Osteuropa, ihre „Germanisierung“ und wirtschaftliche Ausbeutung vorsah.

## Ideologische Vorläufer des Nationalsozialismus

### Deutsches Kaiserreich
Der Zoologe und Geograph Friedrich Ratzel (1844–1904) popularisierte erstmals in seinen wissenschaftlichen Werken Politische Geographie (1897) und Der Lebensraum (1901) den Begriff „Lebensraum“, der in kontinentaler Grenzkolonisation zu erschließen sei. Er übertrug Darwins Theorien vom Überlebenskampf auf die Geographie und verstand Staaten als Lebewesen, die in einem permanenten Kampf um Lebensraum begriffen seien und deren Existenz von dessen Bestehen abhänge (→ Sozialdarwinismus).
Die völkische Bewegung und der Alldeutsche Verband griffen den Terminus auf und benutzten ihn im Zusammenhang mit den Auslandsdeutschen, dem Deutschtum in den Grenzgebieten und der Expansion des deutschen Volkes: Deutsches Land dürfe nicht verloren gehen, und die Neugründung deutscher Siedlungen müsse das Ziel sein. Den etablierten Kolonialgesellschaften in Deutschland standen sie ablehnend gegenüber: Die deutsche Kolonialpolitik sei beinahe ausschließlich von wirtschaftlichen Erwägungen geprägt und stünde unter starkem jüdischem Einfluss. Dagegen müsse es vielmehr um besiedlungsfähigen Raum für eine „alldeutsch und allgermanisch“ orientierte „Siedlungspolitik großen Stils“ gehen. Außereuropäische Kolonien spielten dabei keine große Rolle. Es gehe um „den Osten, der sich an das deutsche Mutterland unmittelbar anschließt. Dorthin weist uns das Schicksal: der Kompaß der Germanen zeigt nach Osten“. Die deutschen Amerikaauswanderer müssten nach Osten umgeleitet und zur Lösung der Sozialen Frage Arbeiter und städtisches Proletariat dort angesiedelt werden. Gängige völkische Vorstellung war ein germanischer Rassestaat auf dem „Volksboden“ Mitteleuropas, besiedelt von deutschen Bauern und Handwerkern, den „Vätern zukünftiger Krieger“. Paul de Lagarde hatte bereits 1875 diese Vision eines deutschen Reiches beschrieben, dessen Grenzlinien „im Westen von Luxemburg bis Belfort, im Osten von Memel bis zum alten Gotenlande am Schwarzen Meer zu gehen, im Süden jedenfalls Triest einzuschließen haben, und das Kleinasien für künftiges Bedürfnis gegen männiglich freihält.“

### Weimarer Republik
Die Gewinnung von „Lebensraum im Osten“ war ein großes außenpolitisches Ziel der radikalen Rechten der Weimarer Republik. Das direkt oder indirekt deutsch beherrschte Territorium sollte nach Osten auf Kosten Polens ausgedehnt werden, um Siedlungsraum für die wachsende deutsche Bevölkerung zu gewinnen, das bäuerliche Element zu stärken und die sozialen Folgen von Urbanisierung und Industrialisierung abzumildern. Der politisch eng mit der DNVP verbundene Stahlhelm, Bund der Frontsoldaten begründete in seiner „Fürstenwalder Haßbotschaft“ vom 2. September 1928 seine Fundamentalopposition gegen die Republik von Weimar auch damit, dass der bestehende Staatsaufbau den Weg versperre, „den notwendigen Lebensraum im Osten zu gewinnen“. Diese von Elhard von Morozowicz verfasste und auch von Oskar Prinz von Preußen unterstützte Erklärung drückte das Credo des rechten Milieus aus. Das Dokument nahm, so die Einschätzung des Historikers Wolfram Wette, die Politik Hitlers, also auch die Eroberung von Lebensraum im Osten, gedanklich vorweg. Auf dem 12. Reichsfrontsoldatentag des Stahlhelm 1931 in Breslau forderte der Bundesführer Franz Seldte kaum verhüllt einen Krieg gegen Polen.
Das andere große außenpolitische Ziel der radikalen Rechten war die – kriegerische – Revision des Versailler Vertrages, was sich vor allem gegen Frankreich richtete und darauf zielte, Deutschland wieder als Großmacht zu etablieren. Anfang 1923, während der Ruhrbesetzung, hatte die deutsche Heeresleitung unter Hans von Seeckt dazu den Plan eines gemeinsamen militärischen Vorgehens mit Sowjetrussland gegen Polen ventiliert, um anschließend einen gemeinsamen oder zumindest von der Sowjetunion tolerierten „Befreiungskrieg“ gegen Frankreich zu führen. Nach einer Phase der Defensive bis 1924 und einer Phase der Festigung bis 1929 trat die konkrete Außenpolitik der Weimarer Republik ab 1930 in eine politisch offensive Phase. So richtete sich die Außenpolitik des Präsidialkabinetts Heinrich Brünings, nach Einschätzung Hans-Ulrich Wehlers ein „Radikalnationalist“, frontal gegen die Versailler Nachkriegsordnung. Einen Plan des französischen Außenministers Aristide Briand zur Schaffung eines europäischen Staatenbundes lehnte Brüning ab, indem er postulierte, Deutschland müsse erst „seinen ausreichenden natürlichen Lebensraum“ besitzen und dürfe sich deshalb keine Vertragsfesseln anlegen. Hermann Graml warnt davor, aus der Verwendung eines Begriffes wie „Lebensraum“ darauf zu schließen, dass hier eine Verwandtschaft zur Vorstellungswelt Hitlers und der Nationalsozialisten vorliege. Aber die Entschlossenheit zu einer territorialen Revisionspolitik sei klar ausgesprochen.
Der Schriftsteller Hans Grimm lieferte mit seinem 1926 erschienenen Roman Volk ohne Raum das publikumswirksame Schlagwort für die Forderung nach Lebensraum. Gleichwohl sah Grimm den Lebensraum des deutschen Volkes nicht im Osten, sondern propagierte eher traditionelle kolonialistische und imperialistische Vorstellungen von Kolonien in Übersee.

## Nationalsozialismus

### Programmatik
In seiner von 1924 bis 1926 geschriebenen Schrift Mein Kampf entwickelte Adolf Hitler in einem besonderen Kapitel über Ostorientierung oder Ostpolitik ausführlich seine Lebensraumpläne. Er rief dazu auf, dem deutschen Volk den „ihm gebührenden Grund und Boden auf dieser Erde zu sichern“ und bekundete:

„Damit ziehen wir Nationalsozialisten bewußt einen Strich unter die außenpolitische Richtung unserer Vorkriegszeit. Wir setzen dort an, wo man vor sechs Jahrhunderten endete. Wir stoppen den ewigen Germanenzug nach dem Süden und Westen Europas und weisen den Blick nach dem Land im Osten. Wir schließen endlich ab die Kolonial- und Handelspolitik der Vorkriegszeit und gehen über zur Bodenpolitik der Zukunft. Wenn wir aber heute in Europa von neuem Grund und Boden reden, können wir in erster Linie nur an Rußland und die ihm untertanen Randstaaten denken.“

Dies wollte er erreichen im Bündnis mit Großbritannien, von dem er annahm, es würde Deutschland bei seinem „neuen Germanenzug“ den Rücken freihalten. Um dieses Bündnis zu ermöglichen, müsse man auf Welthandel, Kolonien und eine deutsche Kriegsflotte verzichten.
In seinem zu Lebzeiten unveröffentlichten „zweiten Buch“ sprach Hitler davon, die in den annektierten Gebieten ansässige Bevölkerung kurzerhand zu „entfernen“, um „den dadurch freigewordenen Grund und Boden“ an die eigene Bevölkerung übergeben zu können.
In seiner Schrift Der Weg zum Wiederaufstieg brachte Hitler seine Lebensraumideologie auch Vertretern der deutschen Großindustrie zur Kenntnis. In dieser Broschüre findet sich das politische Konzept wieder, das Hitler in Mein Kampf und in seinem Zweiten Buch entwickelt hatte.
Die wirtschaftliche Seite des Lebensraumes wurde in der NS-Ideologie als Großraumwirtschaft bezeichnet.
Maßgebend für diese Idee war, ausgehend von der Rassenideologie, Hitlers Glaube an eine überlegene Herrenrasse und an „Untermenschen“, zu denen er auch die Slawen zählte.
Woher Hitler die Vorstellung von einem Lebensraum im Osten hatte, ist laut dem Historiker Wolfgang Wippermann nicht klar: Möglich sei ein Einfluss Ratzels und seiner Epigonen, darunter Karl Haushofer, den Hitler durch Rudolf Heß persönlich kannte, oder eine Rezeption der in Belletristik, Publizistik und Historiographie verbreiteten Idee, Deutschland müsse den „deutschen Drang nach Osten“ des Mittelalters wieder aufnehmen. Laut dem Historiker Richard J. Evans glaubte Hitler bereits 1922, die Überbevölkerung Deutschlands und sein anhaltendes Bevölkerungswachstum rechtfertige Eroberungen in Ost- und Ostmitteleuropa. Diese pseudowissenschaftliche Behauptung war zwar weit verbreitet, stand aber im Widerspruch zur tatsächlichen demographischen Entwicklung, die seit 1900 von sinkenden Geburtenraten geprägt war. Diese Vorstellungen habe Hitler unter dem Einfluss von Rudolf Heß dann ausdifferenziert und verfestigt. Zusammen mit seinem Judenhass sei das Streben nach Lebensraum eine Konstante seines Denkens geblieben.
Einer der Hitler-Biographen, Brendan Simms, sieht dagegen Hitlers Vorhaben, Lebensraum im Osten zu erobern, als Schlussfolgerung aus der deutschen Niederlage im Ersten Weltkrieg: Diese habe sich Hitler nicht zuletzt demographisch mit der deutschen Auswanderung in die USA erklärt, die diese gestärkt habe, während Deutschland wertvolle Bevölkerungsgruppen verloren habe. Um künftig gegen die angelsächsischen Mächte bestehen zu können, die Hitler als seinen Hauptfeind angesehen habe, seien für ihn Eroberungen im Osten zwingend erforderlich gewesen: einmal, um angesichts der Erfahrung der britischen Seeblockade eine Autarkie zu erreichen, dann aber auch als Auffangbecken für weitere Auswanderung, die so aber dem Deutschen Reich weiter zur Verfügung würde stehen können. Als Beleg führt er unter anderem Hitlers zweites Buch aus dem Jahr 1928 an, in dem er den USA besondere Aufmerksamkeit gewidmet habe.
Diesen Thesen wurde von verschiedenen Historikern widersprochen, da sie dem gesicherten Forschungsstand widersprächen. Richard J. Evans nennt sie schlankweg „nonsense“: In Hitlers Zweitem Buch kämen die USA nur auf wenigen Seiten vor, der Hauptfokus liege auf Gewinnung von Lebensraum im Osten.

### Verwirklichung

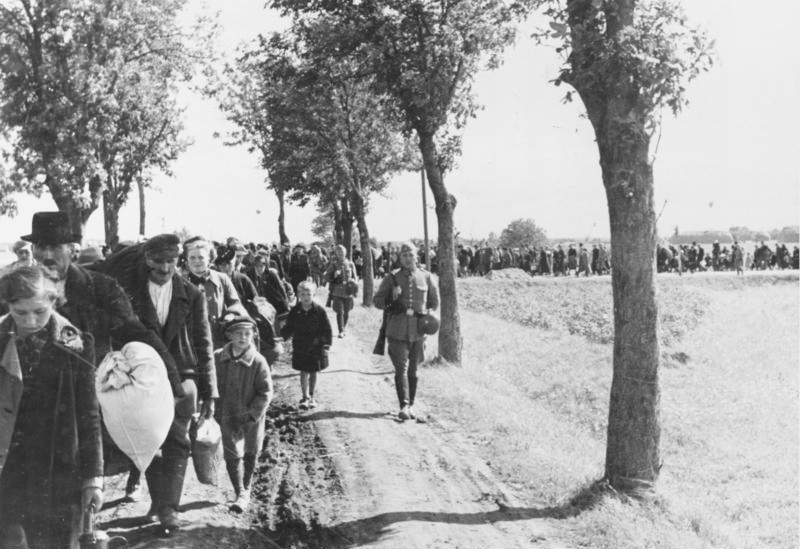
„Evakuierte“ Polen auf dem Weg zum Bahnhof, Schwarzenau bei Gnesen, 1939

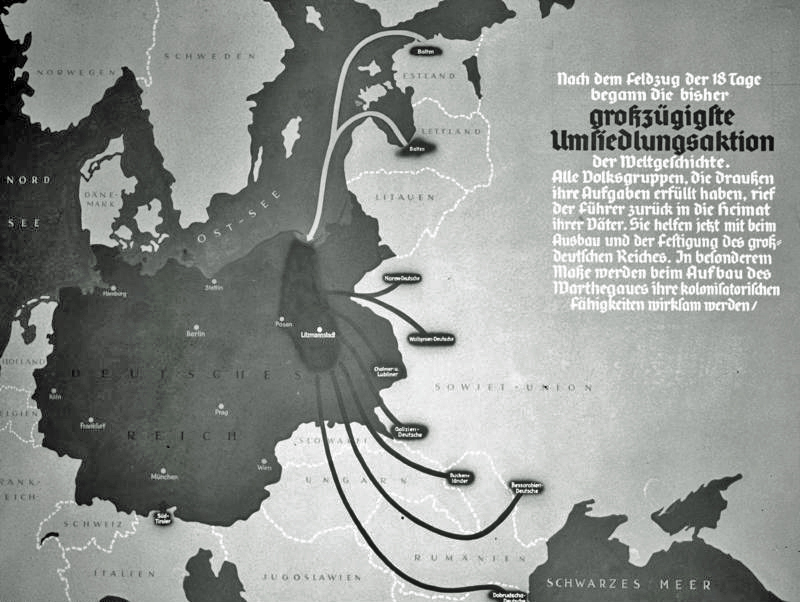
Zeitgenössische Propagandakarte (1940 oder später) zur Umsiedlung von Volksdeutschen in das Wartheland

Für die Außenpolitik, die das nationalsozialistische Deutschland nach Hitlers Machtergreifung 1933 trieb, stellten die Lebensraumideologie und die sozialdarwinistische Rassenideologie die beiden Grundpfeiler dar. Das angestrebte Bündnis mit Großbritannien kam freilich nicht zustande, nicht einmal die „freie Hand im Osten“ wollten ihm die Briten trotz wiederholter Anfragen konzedieren. Als Ersatz dafür schloss Hitler am 25. Oktober 1936 mit dem faschistischen Italien die Achse.
Der Überfall auf Polen, mit dem Deutschland am 1. September 1939 den Zweiten Weltkrieg begann, war ein erster Schritt zur tatsächlichen Eroberung von Lebensraum im Osten. Große Teile des Landes wie das Wartheland oder Danzig-Westpreußen wurden annektiert, die polnische Bevölkerung wurde ins Generalgouvernement vertrieben, in ihre Häuser zogen Volksdeutsche aus der Sowjetunion oder Südtirol („Heim ins Reich“).
Für die Umsetzung der nationalsozialistischen Besiedlungsvisionen im Generalplan Ost wurden während des Russlandfeldzuges bewusst Vertreibung und Massenmord an der dort lebenden Bevölkerung geplant und betrieben (siehe auch Volksdeutsche Mittelstelle und Umwandererzentralstelle).
Das NS-Regime nutzte den massenhaften Hungertod sowjetischer Kriegsgefangener und russischer Zivilisten, den es durch massenhaften Abtransport von Lebensmitteln und Plünderung durch Soldaten der Wehrmacht herbeiführte, für seine Zwecke (→ Hungerplan, Programm Heinrich). Der Historiker Henning Köhler vertritt die Ansicht, dass es dabei nicht um die Eroberung neuen Lebensraums gegangen sei, denn es habe 1941 keine ausreichende Zahl von Deutschen und Menschen mit angeblich „artverwandtem Blut“ gegeben, die zur Eroberung vorgesehenen Gebiete zu besiedeln. Hitler habe seit Beginn des Weltkriegs auch nicht mehr von Lebensraum im Osten gesprochen.

„Ihm ging es nur noch um die Beherrschung dieser Landmasse und die Versklavung der Bevölkerung. Das eroberte Gebiet war kein Raum für das Leben, sondern für den Tod.“

Hans-Ulrich Wehler dagegen betont, dass die Nationalsozialisten mit Lebensraum durchaus nicht ein Ansiedlungsgebiet „im Sinne einer rückwärtsgewandten Agrarutopie“ meinten. Zwar habe der eroberte Ostraum auch zum Zuchtraum arischer Herrenmenschen werden sollen, in erster Linie sei es aber um Ressourcen, Rohstoffe und Absatzmärkte gegangen. Dadurch sollte Deutschland die im Kampf um die europäische bzw. Welthegemonie nötige Autarkie erlangen, ohne die eigene Bevölkerung, wie es im Ersten Weltkrieg geschehen war, übermäßig belasten zu müssen.